# Алексей Смирнов
Алексей Макарович Смирнов е съветски и руски актьор. Най-известната му роля е на Феди във филма "Операция Ы".

## Биография
Алексей Смирнов е роден на 28 февруари 1920 г. в град Данилов, Ярославска губерния, в семейството на Макар Степанович и Анна Ивановна Смирнови.
През 1940 г. завършва театралното студио към Ленинградския държавен театър за музикална комедия.
По време на съветско-германската война той е в действащата армия, служи във военното разузнаване, многократно отива в тила на врага. Кавалер на два ордена на Славата. Смирнов не е предопределен да завърши войната в Берлин: по време на една от битките той е тежко контузен от експлозия на снаряд и след лечение в болницата - демобилизиран. Тежко сътресение довежда до факта, че той не може да има деца. Най-близкият човек на актьора остава майка му - Анна Ивановна Смирнова (починала през 1981 г., погребана до сина си).
До 1946 г. е вариететен, през 1946–1952 г. е актьор на Ленинградския държавен театър за музикална комедия, а през 1952–1961 г. е артист на „Лендержестрад“.
От 1961 г. е актьор във филмовото студио „Ленфилм“. Общо Алексий Смирнов има повече от седемдесет филма в списъка с творбите си.
През 1979 г. актьорът попада в болница с инфаркт. На 7 май, в деня на изписването си, той почина, след като научава за смъртта на своя приятел Леонид Биков. Алексий Макарович иска да благодари на лекарите. Първият му тост е за неговия най-добър приятел и известен режисьор Леонид Биков. Някой каза объркано: „Не знаеш ли - Биков умря...“. Смирнов мълчаливо напусна залата. Когато след минута лекарите отиват в стаята на актьора, Алексей Макарович вече лежи бездиханен. Според други източници тази легенда за смъртта на актьора е близо до истината, но не е съвсем точна. Алексей Смирнов отива в болница, вече знаейки за смъртта на Биков (Леонид Биков умира на 11 април), а смъртта на неговия приятел е една от причините за влошаването на здравето на Смирнов. „В деня, когато беше изписан от болницата, 7 май, Смирнов реши да благодари на лекарите с малък празник. Към тоста за Деня на победата някой добави: „Когато гледам „На бой отиват само старците“, винаги плача...“ Това напомни на Смирнов за смъртта на неговия приятел, Алексий Макарович се намръщи и отиде в отделението. Когато лекарят отиде да види как се чувства, актьорът вече беше мъртъв. Погребан е на Южното гробище в Санкт Петербург (3-ти Рябински участък, 21-ви ред, 9-ти гроб).

## Избрана филмография
| Година | Заглавие на български                                       | Оригинално заглавие                                    | Роля                      | Режисьор | Бележки |
| ------ | ----------------------------------------------------------- | ------------------------------------------------------ | ------------------------- | -------- | ------- |
| 1959   | „Да нямаш 100 рубли...“                                     | Не имей 100 рублей...                                  | шофьорът на камион        |          |         |
| 1961   | „Необикновен рейс“                                          | Полосатый рейс                                         | Книш                      |          |         |
| 1962   | „Делови люде“                                               | Деловые люди                                           | Бил                       |          |         |
| 1964   | „Добре дошли, или Вход за външни лица – забранен“           | Добро пожаловать, или Посторонним вход воспрещен       | пазач на пионерския лагер |          |         |
| 1965   | „Операция „Ы“ и други приключения на Шурик“                 | Операция „Ы“ и другие приключения Шурика               | Федя                      |          |         |
| 1968   | „Седем старци и едно момиче“                                | Семь стариков и одна девушка                           | старец Маслеников         |          |         |
| 1973   | „На бой отиват само старците“                               | В бой идут одни старики                                | Макарич                   |          |         |
| 1977   | „Тези невероятни музиканти или новите съновидения на Шурик“ | Эти невероятные музыканты, или Новые сновидения Шурика | епизодична                |          |         |